# Anisoditha curvidigitata
Anisoditha curvidigitata är en spindeldjursart som först beskrevs av Luigi Balzan 1887.  Anisoditha curvidigitata ingår i släktet Anisoditha och familjen käkklokrypare. Inga underarter finns listade i Catalogue of Life.